# Montégut (Landes)
Montégut é uma comuna francesa na região administrativa da Nova Aquitânia, no departamento Landes. Estende-se por uma área de 4,94 km². Em 2010 a comuna tinha 76 habitantes (densidade: 15,4 hab./km²).